# Broby

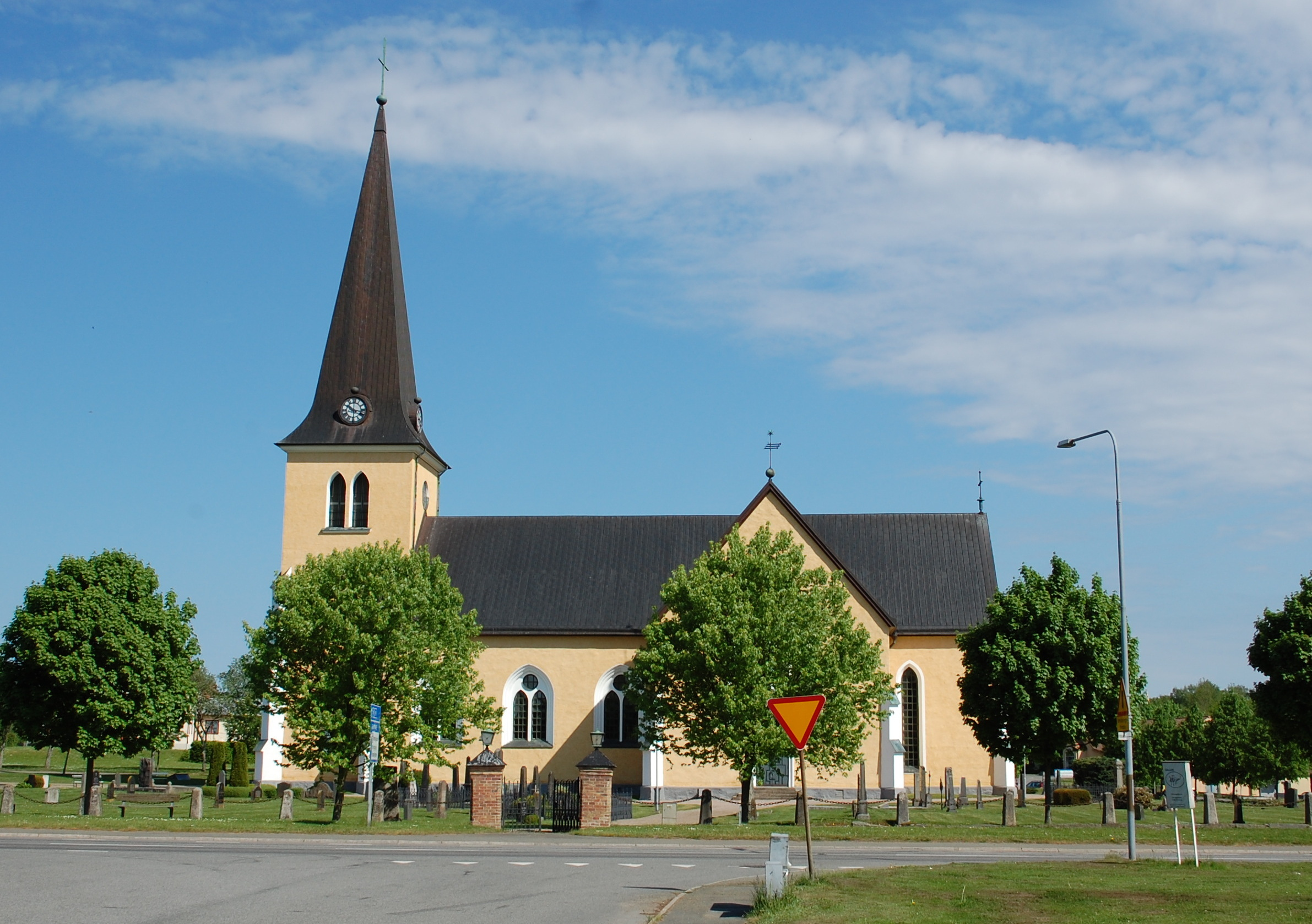
Kirche von Broby

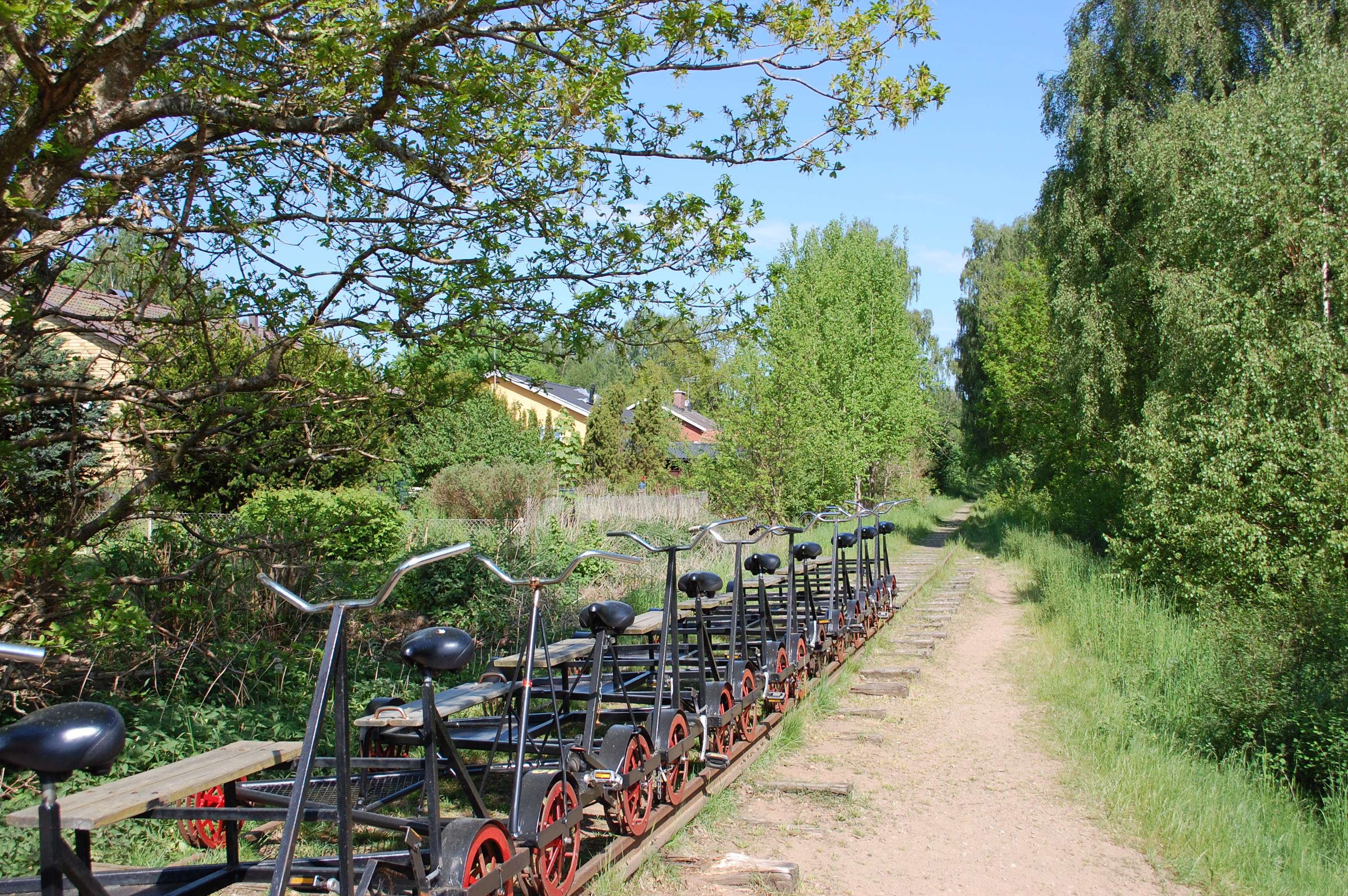
Draisinenstation

Broby ist ein Ort (tätort) in der Provinz Skåne län und der historischen Provinz Schonen. Der Ort ist zugleich Hauptort der Gemeinde Östra Göinge und liegt am Westufer des Flusses Helge å.
Bereits seit dem Mittelalter besteht in Broby eine Kirche. Die heutige Östra Broby kyrka entstand jedoch im Wesentlichen erst 1932.
Seit 1773 wird auf dem Marktplatz des Ortes zweimal im Jahr ein großer Markt abgehalten. Dieses Motiv wurde von Selma Lagerlöf in ihrem Roman Gösta Berling verarbeitet.
Durch Broby führte die inzwischen stillgelegte Bahnstrecke Hästveda–Karpalund. Das Teilstück zwischen Broby und Glimminge kann heute mit in Broby anmietbaren Draisinen befahren werden.

## Persönlichkeiten
- Hans Johnsson (1840–1912), Politiker
- Adolf Bergman (1879–1926), Tauzieher